# Aloe greenii
Aloe greenii ist eine Pflanzenart der Gattung der Aloen in der Unterfamilie der Affodillgewächse (Asphodeloideae). Das Artepitheton greenii ehrt C. G. oder G. H. Green.

## Beschreibung

### Vegetative Merkmale
Aloe greenii wächst stammlos mit Ausläufern und bildet große, dichte Gruppen. Die 12 bis 16 linealisch-lanzettlichen, verschmälerten Laubblätter bilden dichte Rosetten. Ihre leuchtend grüne Blattspreite ist etwa 40 bis 45 Zentimeter lang und 7 bis 8 Zentimeter breit. Auf der undeutlich linierten Blattoberfläche befinden sich viele zusammenfließende, längliche, weiße Flecken, die in unregelmäßigen Querbändern angeordnet und auf der Blattunterseite auffallender sind. Die hellbraunen bis rosafarbenen Zähne am hell bräunlichen Blattrand sind 3 bis 4 Millimeter lang und stehen 8 bis 10 Millimeter voneinander entfernt.

### Blütenstände und Blüten
Der Blütenstand besteht aus fünf bis sieben Zweigen und ist 100 bis 130 Zentimeter lang. Die ziemlich dichten, länglich zylindrischen Trauben sind 15 bis 25 Zentimeter lang. Die lanzettlich-deltoid spitz zulaufenden Brakteen weisen eine Länge von 10 Millimetern auf. Die Zipfel der hell- bis dunkelrosafarbenen, bereiften Blüten besitzen einen weißen Rand. Die Blüten stehen an 10 Millimeter langen Blütenstielen. Sie sind 28 bis 30 Millimeter lang und an ihrer Basis gestutzt. Auf Höhe des Fruchtknotens weisen die Blüten einen Durchmesser von 7 Millimeter auf. Darüber sind sie abrupt auf 4 Millimeter verengt und anschließend zu ihrer Mündung hin erweitert. Ihre äußeren Perigonblätter sind auf einer Länge von 7 bis 10 Millimetern nicht miteinander verwachsen. Die Staubblätter und der Griffel ragen leicht aus der Blüte heraus.

### Genetik
Die Chromosomenzahl beträgt {\displaystyle 2n=14}.

## Systematik und Verbreitung
Aloe greenii ist in der südafrikanischen Provinz KwaZulu-Natal in heißen Tälern unter Büschen verbreitet.
Die Erstbeschreibung durch John Gilbert Baker wurde 1880 veröffentlicht.

## Nachweise